# 里昂聖埃克絮佩里站
里昂聖埃克絮佩里站，又名“里昂机场站”，曾被命名為Satolas站，是一個位於法國里昂的一個高鐵站，與里昂聖埃克絮佩里機場連接。行經路線為法國高速鐵路羅納－阿爾卑斯線和法國高速鐵路東南線。此站位於里昂市中心以東約20公里。

## 歷史
此站由圣地亚哥·卡拉特拉瓦設計，耗資7億5000萬法國法郎並於1994年7月3日開幕。建築物主要是水泥和鋼筋建設而成。

## 客量
里昂圣埃克絮佩里站紧邻里昂聖埃克絮佩里機場。然而，里昂市区内的乘客主要使用里昂帕尔迪厄站。

## 車站結構
此站為3站台5線，中央2線道為通過線。4條停靠線各有500米長，西側預留作擴建用途。軌道正上方有一300米長之大廳，並設有電梯連接月台層。

## 停靠线路
以下列车线路停靠里昂圣埃克絮佩里站：

| 里昂圣埃克絮佩里站列车线路表 |       |                 |                                 |              |
| 线路                         | 车种  | 上一站          | 下一站                          | 大致运行频率 |
| 巴黎—阿维尼翁/米拉马斯       | TGV   | 巴黎里昂        | 瓦朗斯                          | 每天2~5趟    |
| 巴黎—阿讷西/米兰             | TGV   | 巴黎里昂        | 尚贝里                          | 每天4趟左右  |
| 巴黎-格勒诺布尔              | TGV   | 巴黎            | 格勒诺布尔                      | 每天6趟左右  |
| 马恩拉瓦莱-谢西—蒙彼利埃     | Ouigo | 马恩拉瓦莱-谢西 | 瓦朗斯TGV/尼姆                  | 每天1~2趟    |
| 马恩拉瓦莱-谢西—马赛         | Ouigo | 马恩拉瓦莱-谢西 | 瓦朗斯TGV/阿维尼翁TGV/艾克斯TGV | 每天2趟左右  |
| 1. 2.                        |       |                 |                                 |              |

## 配套交通

### 市内交通
里昂机场站与里昂市区之间唯一的城市公共交通工具是罗讷快线有轨电车（Rhône Express），前往里昂帕尔迪厄站（Gare de Lyon-Part-Dieu）大约需要25分钟。
该线路因票价昂贵（单程票15.9欧）而受到争议。由於罗讷快线與T3線大部分路線是重疊的，乘客可以選擇先搭47號巴士由機場一號航廈到Meyzieu–ZI站，再在那裡轉乘T3電車，便可以節省十多塊歐元的車資。

## 临近车站
| 里昂圣埃克絮佩里站（Gare de Lyon-Saint-Exupéry TGV）                     |                                               | |
| 上行车站                                                                 | 线路                                          | 下行车站 |
| 马孔城站←（巴黎－马赛铁路）←（联络线）↖ 马孔-洛什TGV站←（正线）↙⇐        | 巴黎-马赛高铁 （东南段）←→（罗讷-阿尔卑斯段） | ⇒↗（联络线）→（里昂－马赛铁路）→圣康坦-法拉维耶站 →（正线）→瓦朗斯TGV站 ↘（联络线）→（瓦朗斯－穆瓦朗铁路）→瓦朗斯城站 |
| - 注："⇐"或"⇒"为共线路段；灰色字体为非本线车站或路段；划线的为已关闭车站 |                                               | |